# HC Université Neuchâtel
Der HC Université Neuchâtel ist ein Eishockey-Verein aus Neuenburg NE (französisch Neuchâtel) in der Schweiz. Der Klub ist vor allem für seine Fraueneishockeymannschaft bekannt, die seit 2011 an der höchsten Spielklasse, der Swiss Women’s Hockey League A, teilnimmt. Die 1. Männermannschaft spielt in der höchsten Amateurspielklasse, der 1. Liga.

## Männer

### Geschichte
Im Jahr 1963 wurde an der Universität Neuenburg eine Eishockeymannschaft gegründet, um an den Schweizer Universitätsmeisterschaften teilzunehmen. 1964 organisierte diese Gruppe von Enthusiasten das Turnier um die Hochschulmeisterschaft, 1965 wurde der HC Université Neuchâtel gegründet, um diese Sportart besser zu fördern. Die Mannschaft nahm den Spielbetrieb in der fünftklassigen 3. Liga auf. Aufgrund eines Sonderstatus innerhalb des Schweizer Eishockeyverbandes war es dem Universitätsclub erlaubt, unbegrenzt ausländische Studenten einzusetzen. So spielten Griechen, Norweger, Deutsche und schließlich auch Kanadier für den HC Université. Dadurch wurde das Spielniveau gehoben und der Verein schaffte 1969 den Aufstieg in die 2. Liga. Nach drei Spielzeiten und dem Weggang von einiger Leistungsträger folgte 1972 der Abstieg in die 3. Liga. 1974 wurde mit dem Kanadier Louis-Marie Boulianne ein neuer Trainer verpflichtet, der die Mannschaft 1976 zum Aufstieg in die 2. Liga führte. Seither ist die erste Mannschaft des Klubs nie abgestiegen.
Im Jahr 1982 gewann der HC Université Neuchâtel zum ersten Mal die Schweizer Universitätsmeisterschaft. Zwei Jahre später wurde Eugene Lapointe als Trainer verpflichtet. Während der Saison 1985/86 wurde die neue Eishalle in Neuenburg eröffnet, die Patinoires du Littoral. Kurz vor dem Ende der regulären Saison wurde das erste offizielle Spiel in der neuen Eishalle ausgetragen: Dieses Spiel gegen die HC Neuchâtel Young Sprinters fand vor 1500 Zuschauern statt.
Angeführt von einigen kanadischen Studenten, unter anderem durch Stéphane Rochette, der mehrfach bester Torjäger der 2. Liga war, gewann der Verein in den 1990er Jahren mehrfach die Schweizer Hochschulmeisterschaft.  Am Ende der Saison 1992/93 gewann der Verein seinen ersten Titel der 2. Liga, nahm den Aufstieg in die 1. Liga aber nicht war. Zudem gründete der Verein in dieser Zeit eine zweite Männermannschaft, die zunächst in der 4., später in der 3. Liga spielte.
In der Saison 2008/09 dominierte der HC Université Neuchâtel die Liga mit 18 Siegen aus 18 Spielen und erreichte den Meistertitel der Suisse Romand. Anschliessend schlug das von Marc Gaudreault geführte Team den Forward Morges HC im Play-off-Final und stieg   zum ersten Mal in der Vereinsgeschichte in die erste Liga auf.
Zu Beginn der Saison 2011/2012 wurde mit Gil Montandon ein neuer Trainer verpflichtet, der die Mannschaft in das Mittelfeld der 1. Liga führte. 2014 wurde der 1986 gegründete HC Serrières-Peseux als (neue) zweite Mannschaft in den HC Université integriert.

### Erfolge
Hochschulmeisterschaften
- 12 Meistertitel (1982, 1989, 1990, 1992, 1993, 1994, 1995, 1998, 1999, 2003, 2007, 2010)

2. Liga
- ununterbrochene Teilnahme von 1976 bis 2009 (Rekord)
- vierfacher Meister der regulären Saison (1993, 1995, 2006, 2009)
- zweifacher Play-off-Meister (2006, 2009)

3. Liga
- Aufstieg in die 2. Liga (1969, 1976)

### Spieler
Gesperrte Trikotnummern#9 Stéphane Rochette

## Frauen
1999 gründete der Verein eine Frauenmannschaft, die Hirondelles du Littoral, die 2007 den Aufstieg in die zweite Spielklasse (Leistungsklasse B) schaffte. 2011 folgte mit dem Meistertitel der LKB der Aufstieg in die höchste Spielklasse, der Leistungsklasse A. Dort etablierte sich das Team relativ schnell und ist heute einer der direkten Konkurrenten der beiden erfolgreichsten Mannschaften ZSC Lions Frauen und HC Lugano. 2016 spaltete sich die Frauenmannschaft vom Hauptverein ab und gründete mit der Neuchâtel Hockey Academy einen eigenen Verein.

### Bekannte Spielerinnen
- Sarah Forster
- Julia Marty
- Stefanie Marty

### Statistik
Legende zur Saisonstatistik: GP oder Sp = Spiele insgesamt; W oder S = Siege; L oder N = Niederlagen; T oder U = Unentschieden; OTS = Siege nach Verlängerung (Overtime);  OTN oder OL = Overtime-Niederlagen; SOS = Shootout-Siege; SOL oder SON = Shootout-Niederlagen; P oder Pkt = Punkte; Pct % = Siege in %; GF oder T = Tore; GA oder GT = Gegentore